# Francesco Anichini (archivista)
Francesco Anichini (1690 – Grosseto, 15 marzo 1753) è stato un archivista e storico italiano.

## Biografia
Sebbene sia stato a lungo accettato che Anichini nacque a Siena nel 1690, altri studi hanno invece ipotizzato una sua eventuale provenienza da Pistoia, se – al netto di problemi d'attribuzione dovuti all'omonimia – si prende per valido un documento senese del 1728 in cui Francesco Anichini è dichiarato essere figlio di Pietro Antonio Anichini "pistoiensis" ed essersi trasferito a Siena in tenera età. Certamente Siena fu la sua patria d'elezione, in quanto lui stesso si è sempre definito "sanese". Nella città del Palio prese i voti e studiò presso il locale ateneo come allievo di Girolamo Gigli; nel 1716 si trasferì a Grosseto come chierico per assumere gli incarichi di organista e maestro di cappella della cattedrale di San Lorenzo. Fu inoltre segretario del vescovo Bernardino Pecci.
Iscritto all'Accademia dei Rozzi dal 1713 con il nome di "Rimpiattato", fu anche attore comico negli spettacoli organizzati all'accademia, spesso in ruoli femminili.
Un documento del 1728 attesta la sua condizione di uomo laico, quindi si presume che Anichini avesse deciso di abbandonare l'abito talare in una data collocabile successivamente al 1720, quando ancora è menzionato come chierico dell'Opera del duomo. Il 26 febbraio 1729 si sposò a Grosseto con Leonida Ungheri, stabilendosi nei pressi del pozzo di San Pietro. Il 25 gennaio 1730 ottenne la cittadinanza grossetana. A partire dal 1728, inoltre, è documentata la sua attività nell'amministrazione comunale, inizialmente in sostituzione del cancelliere comunitativo Gabriello Gabrielli, poi riconfermato più volte a pieno titolo nella carica fino al 1750. In questo periodo venne incaricato di riordinare l'archivio comunale e Anichini scrisse sette volumi di Spogli e repertori, terminati nel 1735, che mettevano ordine di tutto ciò che era conservato nell'archivio e forniscono informazioni circa i rapporti della comunità con Siena e la vita sociale ed economica della città. In seguito, per i buoni risultati ottenuti in qualità di archivista, ricevette l'incarico da parte del vescovo Antonio Maria Franci di ordinare l'archivio diocesano, in pessime condizioni e con i materiali documentari «in mal ordine e confusione», tanto che l'impresa si sarebbe rivelata troppo onerosa e Anichini fu convinto a portarla a termine solo per insistenza dello stesso vescovo.
Nel suo lavoro all'archivio episcopale non si limitò a stilare un catalogo, ma fece anche spogli accurati e trascrizioni di alcuni documenti, mettendo i materiali in relazione tra loro e predisponendoli in vista di una successiva analisi storica. Fu in questo periodo che Anichini avvertì la necessità di utilizzare i documenti inventariati al fine di ricostruire le vicende della città e della diocesi di Grosseto, argomento sul quale non esisteva ancora alcuno studio dedicato. Tra il 1750 e il 1751 scrisse le Memorie sul convento di San Francesco, su richiesta del padre guardiano Girolamo Passeri, e nello stesso anno gli venne commissionato dalla badessa Maria Teresa Margherita Bruschieri la Storia del convento di Santa Chiara di Grosseto, che tuttavia non portò a termine per la scarsità di documenti disponibili. Anichini in questo periodo aveva già iniziato la stesura della sua opera più importante, la corposa Storia ecclesiastica della città e diocesi di Grosseto, il cui primo volume, dedicato alla serie dei vescovi e alla storia della città, fu terminato nel 1751 e il secondo, dedicato alle comunità e le parrocchie della diocesi, venne ultimato nel 1752. Nel progetto iniziale erano previsti anche un terzo volume, legato ai documenti della cancelleria, e il repertorio generale delle fonti, mai completati. L'autore dimostra una grande conoscenza degli studi storici di settore, come l'Ughelli e il Muratori, che cita spesso insieme ad altri storici senesi, anche avanzando nuove ipotesi o correggendo alcuni errori; alcune ingenuità lo resero oggetto di critiche, come quella di Giovanni Antonio Pecci inerente alla pretenziosa identificazione del vescovo Rolando con papa Alessandro III. La narrazione dei fatti storici basata sulle fonti (alcune delle quali non più consultabili) è alternata con aneddoti, esperienze personali di vita pubblica e privata, testimonianze dirette (anche di un miracolo), descrizioni di luoghi e edifici, che rendono il testo fonte preziosa per ricostruire l'urbanistica e la vita sociale della città di Grosseto nella prima metà del XVIII secolo.
Morì il 15 marzo 1753 e venne sepolto nella tomba Bardini nella chiesa di San Francesco. Sappiamo che l'unico figlio, Antonio, poté iscriversi alla facoltà di medicina di Siena grazie al lascito del canonico Antonio Paglialunga, che prevedeva due borse di studio per i figli di cittadini grossetani che volevano studiare a Siena.

## Opere
- Spogli e repertori dell'Archivio comunale di Grosseto, 7 voll. (1735)
- Indice generale dei libri e carte esistenti nell'Archivio Comunale di Grosseto (1750)
- Memorie sul convento di San Francesco (1751)
- Storia ecclesiastica della città e diocesi di Grosseto scritta da Francesco Anichini sanese, cittadino grossetano, 2 voll. (1752)